# آکسون هیل گلاسمنور (مریلند)
آکسون هیل گلاسمنور (به انگلیسی: Oxon Hill-Glassmanor) یک منطقهٔ مسکونی در ایالات متحده آمریکا است که در مریلند واقع شده‌است. آکسون هیل گلاسمنور ۲۳٫۴ کیلومتر مربع مساحت و ۳۵٬۳۵۵ نفر جمعیت دارد.